# Copernicia alba
El caranday o ananachícarí (Copernicia alba) es una planta de la familia de las arecáceas, nativa de la ecorregión del Gran Chaco, al Sureste de Bolivia en los departamentos de Santa Cruz, Chuquisaca y Tarija, en las provincias argentinas de Formosa, Chaco, Corrientes, Santa Fe y Salta, y el Chaco paraguayo. De rápida germinación y abundante en forma silvestre, se aprovecha poco en jardinería frente a otras palmeras de la zona. Es la más resistente al frío de las especies de Copernicia.

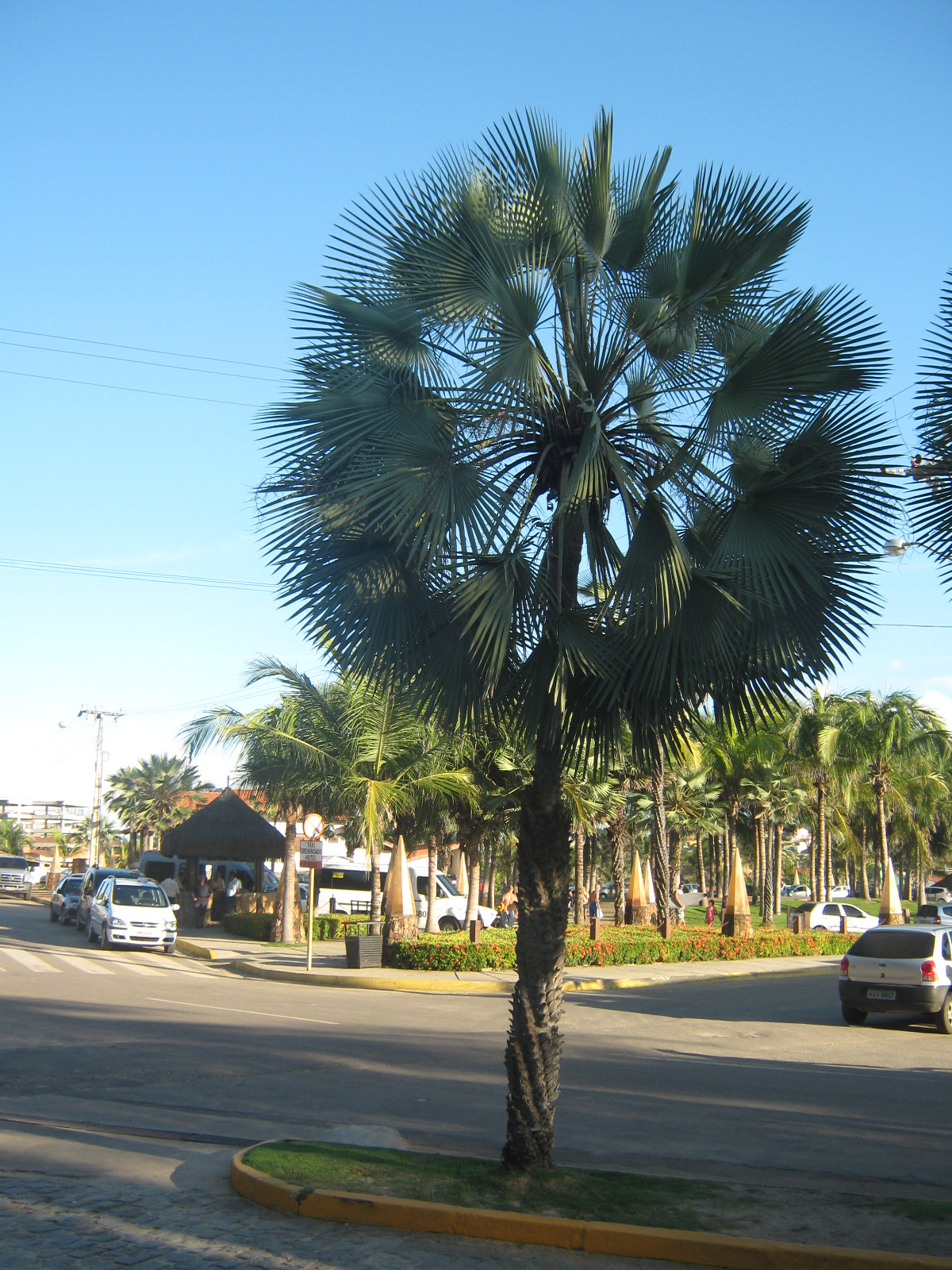
En arbolado urbano

## Características
C. alba es una palmera de hasta 20 m de altura, con un estípite de unos 40 cm de diámetro máximo, rara vez bifurcado, cubierto de una corteza de color grisáceo y de superficie lisa o marcada por las huellas de las ramas antiguas en los adultos. El sistema radicular es extenso y profundo. 
La madera es resistente y densa (hasta 0,92 de densidad relativa en ejemplares adultos). Muestra hojas palmadas, en forma de abanico, agrupadas en el ápice del tallo, con el limbo de unos 70 cm de largo y el raquis mucho más largo que éste, leñoso y dotado de espinas negras, duras y curvas; son palmatisectas, persistentes, con entre 30 y 50 folíolos lineales, cada uno de unos 2 cm de ancho y color ligeramente azulado. En los ejemplares adultos están cubiertos de una cera similar a la de carnauba.
Las flores forman inflorescencias en espádices de color amarillo y casi 2 m de largo, formado por floros hermafroditas de unos 4 mm de largo dispuestos en espiral. Cada flor posee tres ovarios, uno de los cuales se desarrollará en fruto, una baya globosa de consistencia pulposa y color oscuro, monoseminada. La semilla es ovoide, lisa, de color castaño claro y hasta 12 mm de largo.

## Hábitat y cultivo
C. alba está adaptada a un clima de monzones, con períodos de sequía alternándose con inundaciones. Requiere mucho sol, pero tolera aceptablemente bien el frío una vez que la germinación ha tenido lugar. Comparte hábitat con el pindó (Syagrus romanzoffiana), Trithrinax campestris, Trithrinax biflabellata y Acrocomia totai.
La germinación es rápida, teniendo lugar en menos de dos meses, y el crecimiento es rápido en condiciones adecuadas, unos 35 cm anuales. Tolera bien extremos de alcalinidad o acidez, pero es sensible a la falta de sol. Los juveniles no forman palmas hasta haber cobrado cierta altura, mostrando en primer lugar hojas lineales o lanceoladas, finamente dentadas y desprovistas de cera.

## Uso

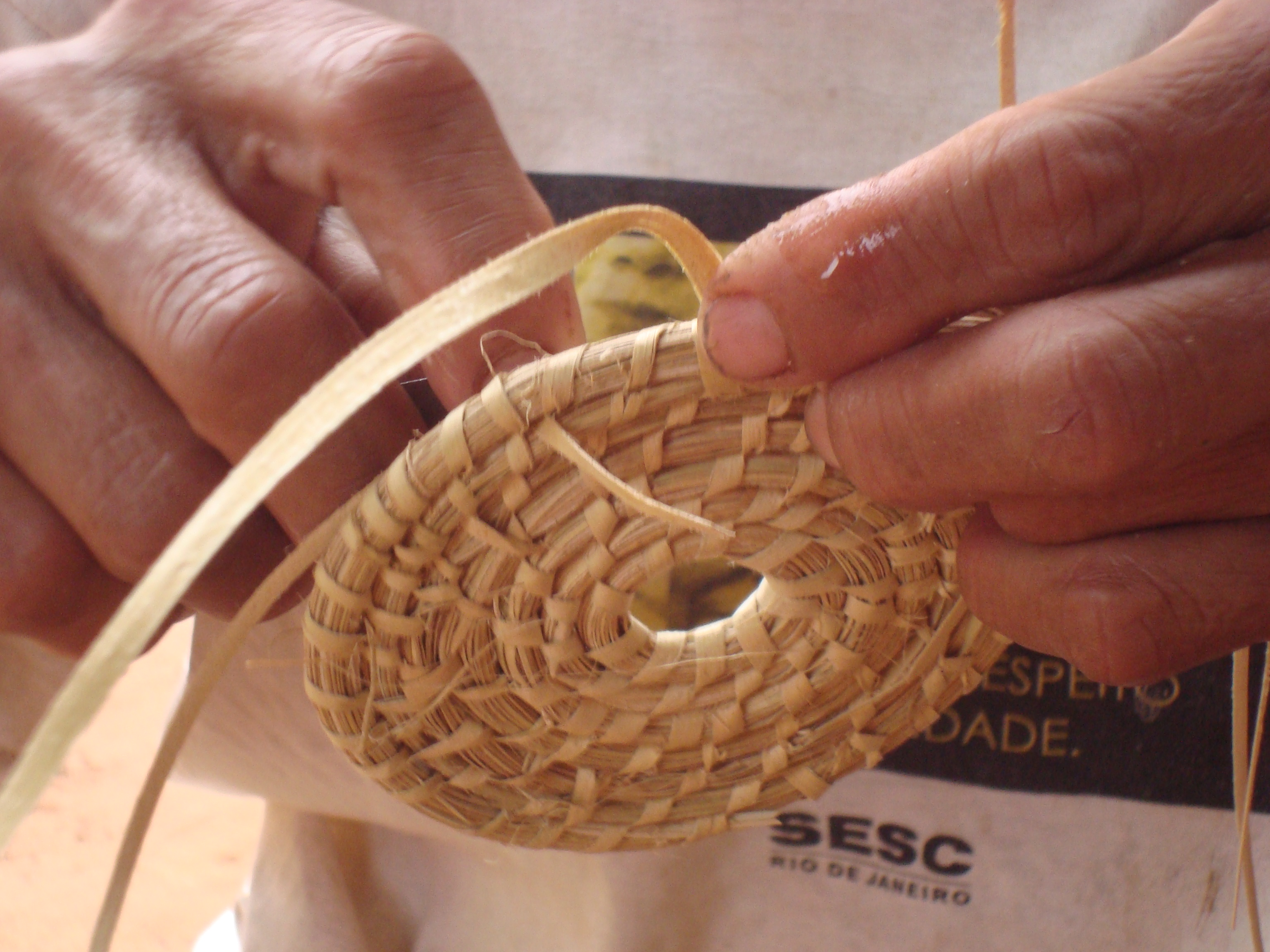
Cestería espiralada

El tronco de los ejemplares adultos se usa en la industria maderera para cortar postes para líneas telefónicas y eléctricas. 
En Paraguay se está estudiando a C. alba Karanda’y en su aptitud como cultivo para biodiésel.
También en Paraguay se consume mucho su cogollo en forma de palmito, debido a que la planta de palmito normal presenta problemas de conservación por su sobreexplotación. Como la planta Copernicia alba es abundante en Paraguay, especialmente en la zona del Chaco, se usa, aunque sea un poco más dura que el palmito normal.
En las ciudades de Luque, Limpio y Tobati se confeccionan sombreros trenzando la hoja de karanda'y. Dos hojas son suficientes para un sombrero. La forma de tejido está heredada de la cultura guaraní, aunque los guaraníes no hacían sombreros sino bolsos. El sombrero de karanda'y, llamado sombrero pirí, es utilizado tradicionalmente para protegerse del sol durante los trabajos agrícolas. Últimamente el turismo creciente incentiva una búsqueda de nuevos productos, de forma similar a la que sucede con la especie Trithrinax campestris, con productos tales como tejidos en karanda'y, como carteras, pantallas y otros; se le da color con anilina, creando texturas al ir variando las secuencias de tejido. Del mismo modo, también en el chaco se utiliza la hoja del karanda'y en cestería espiralada. Los objetos tradicionales son cestas grandes, aunque ahora se hacen también bolsos, individuales, paneras, fruteras y otros objetos. Se combina el karanda'y (de color blanco) con otra planta de color negro llamada guembe en guaraní.

## Taxonomía
Copernicia alba fue descrita por Thomas Morong y publicado en Annals of the New York Academy of Sciences 7: 246. 1893.
Etimología
Copernicia: nombre genérico que fue nombrado en honor del astrónomo polaco Nicolás Copérnico.
alba: epíteto latino que significa "blanco".
Sinonimia
- Copernicia australis Becc.
- Copernicia nigra Morong
- Copernicia ramulosa Burret
- Copernicia rubra Morong
- Coryphomia tectorum Rojas[4]